# Casola in Lunigiana
Pour les articles homonymes, voir Casola.
Casola in Lunigiana est une commune italienne de la province de Massa-Carrara, dans la région Toscane.

## Géographie

### Hameaux
Les frazioni de Casola in Lunigiana sont Argigliano, Casciana, Castello di Regnano, Castiglioncello, Codiponte, Equi Terme, Luscignano, Regnano, Reusa Padula, Ugliancaldo, Vedriano, Vigneta et Vimaiola Montefiore.

### Communes limitrophes
Les communes attenantes à Casola in Lunigiana sont Fivizzano, Giuncugnano et Minucciano.

## Administration
| Période                                  | Période | Identité | Étiquette | Qualité |
| ---------------------------------------- | ------- | -------- | --------- | ------- |
|                                          |         |          |           |         |
| Les données manquantes sont à compléter. |         |          |           |         |